# Psomiocarpa acuminata
Psomiocarpa acuminata là một loài thực vật có mạch trong họ Dryopteridaceae. Loài này được (Link) C. Presl miêu tả khoa học đầu tiên năm 1851.